# Petit lac Désormeaux
Le Petit lac Désormeaux est un lac d'eau douce situé dans la municipalité de Saint-Émile-de-Suffolk, administré par la municipalité régionale de comté de Papineau, dans la région administrative de l'Outaouais, au Québec, au Canada.

## Géographie
Ce lac, situé juste à l’ouest du lac des Îles, possède une superficie d’environ 2,91 ha. Il est alimenté en eau par un petit ruisseau innommé et rejette également son eau dans ce même ruisseau.

## Toponymie
Le toponyme « Petit lac Désormeaux » a été officialisé le 15 septembre 1988 par la Commission de toponymie du Québec, en référence à Joseph Désormeaux (1896-1934), qui a été propriétaire des terres entourant le lac pendant environ quinze ans. Après son décès, sa famille a hérité des terrains, qu’elle a conservés pendant environ vingt-cinq ans supplémentaires.
Notons que le lac des Îles a déjà porté le nom de « Lac Désormeaux », ce qui pourrait expliquer l’origine du toponyme « Petit lac Désormeaux » pour désigner le lac situé à proximité.